# Macrotarsomys
Macrotarsomys is een geslacht van zoogdieren uit de familie Nesomyidae. De wetenschappelijke naam van het geslacht werd in 1898 gepubliceerd door Milne-Edwards & Grandidier.

## Soorten
Er worden 3 soorten in dit geslacht geplaatst:
- Macrotarsomys bastardi Milne-Edwards & G. Grandidier, 1898
- Macrotarsomys ingens Petter, 1959 - Grote grootpooteilandmuis
- Macrotarsomys petteri Goodman & Soarimalala, 2005